# Applied Surface Science
A Applied Surface Science egy lektorált fizikai szakfolyóirat. Kiadója az Elsevier.

## Tartalma
A folyóirat témája elsősorban az alkalmazott felületfizika. Cikkeinek témája például a szilárdtest-felületek, határfelületek, vékonyrétegek, nanoszerkezetek természetének leírása, ezek alkalmazásai, illetve az anyagi jellemzők atomi és molekuláris tényezőinek vizsgálata.

## Tudománymetrikai adatai
| Mérőszám                                                | 2016  |
| ------------------------------------------------------- | ----- |
| Összes publikáció                                       |       |
| Impaktfaktor (hatástényező)                             | 3,387 |
| Az impaktfaktor ötéves átlaga (five-year impact factor) | 3,318 |
| Közvetlenségi index (immediacy index)                   |       |
| Az idézések felezési ideje (cited half-life)            |       |
| EigenFactor-pontszám                                    | 0,092 |
| A cikkek hatása (Article Influence Score)               | 0,588 |
| CiteScore                                               | 3,37  |
| (Source-Normalized Impact per Page, SNIP)               | 1,225 |
| SCImago-rang                                            | 0,951 |
| H-index                                                 |       |
| 1. 2. 3. 4. 5. 6. 7.                                    |       |